# Billy Butler (calciatore)
William Butler detto Billy (Atherton, 17 marzo 1900 – Durban, 11 luglio 1966) è stato un calciatore e allenatore di calcio inglese, di ruolo centrocampista.

## Carriera

### Club
Ha sempre giocato nel campionato inglese.

### Nazionale
Conta una presenza con la maglia della propria Nazionale.

## Palmarès

### Giocatore

#### Competizioni nazionali
- Coppa d'Inghilterra: 3

Bolton: 1922-1923, 1925-1926, 1928-1929